# HMS Queen Elizabeth (1913)
Pour les autres navires du même nom, voir HMS Queen Elizabeth.
Le HMS Queen Elizabeth  était un cuirassé et le navire de tête de la classe Queen Elizabeth de la Royal Navy qui a servi durant la Première et la Seconde Guerre mondiale.

## Conception

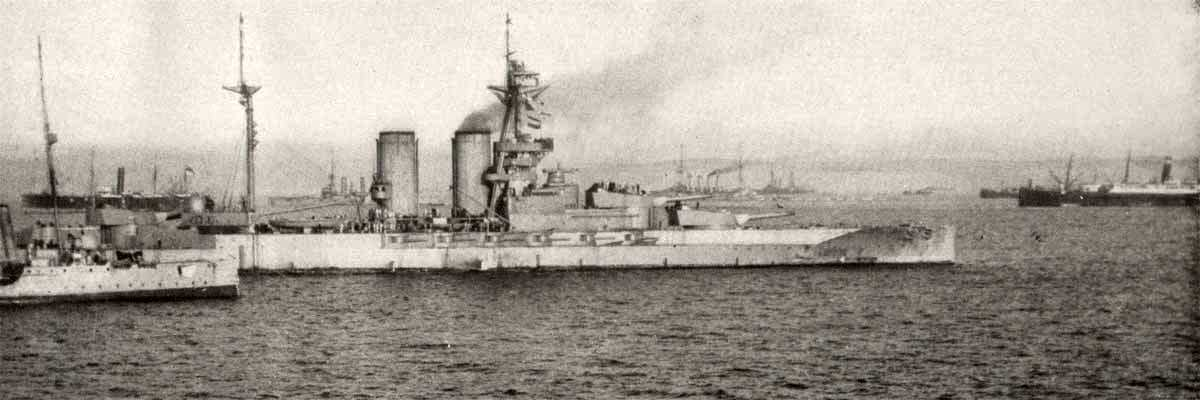
Le Queen Elizabeth durant la bataille des Dardanelles.

La classe Queen Elizabeth est à l'origine prévue pour être basée sur la classe précédente, la classe Iron Duke, munie de canons de 13,5 pouces (343 mm). Cependant, les grandes nations maritimes de l'époque, telles le Japon, les États-Unis ou l'Allemagne équipant leurs cuirassés de canons de calibre 356 mm, l'Amirauté décide d'équiper ces nouveaux navires de canons de 15 pouces (381 mm). La conception des cuirassés de la classe est alors entièrement revue ; de nouveaux plans sont dessinés dans l'urgence pour des navires de cinq tourelles filant 21 nœuds (39 km/h). Une tourelle est finalement retirée, la puissance de feu restant conséquente malgré cela, et ce retrait permet d'installer des chaudières supplémentaires. Grâce aux accords pétroliers avec l'Iran, l'utilisation de fioul à la place du charbon est adoptée, permettant au cuirassé d'atteindre 24 à 25 nœuds (46 km/h).
Finalement, le Queen Elizabeth est muni de huit canons de marine de 15 pouces BL Mark I répartis en quatre tourelles. L'armement secondaire est composé de 16 canons de 6 pouces BL Mk XII (2 d'entre eux sont démontés peu après les essais du navire car inutilisables par mauvais temps), de 2 canons antiaériens de 3 pouces QF 20 cwt et de 4 tubes lance-torpilles. Les machines développent une puissance de 56 000 chevaux qui peut atteindre les 74 000 chevaux à marche forcée, pour des vitesses respectives de 23 et 24 nœuds (44 km/h). Le blindage de la ceinture principale est épais de 6 à 13 pouces (330 mm), celui des barbettes varie de 4 à 10 pouces (254 mm), celui du château est de 11 pouces (279 mm) et celui des bulbes anti-torpilles varie de 4 à 6 pouces (152 mm). Les tourelles de la batterie principale ont une protection frontale de 13 pouces (330 mm) ; l'arrière et les côtés sont protégés par 11 pouces (279 mm) pouces de blindage, et celui du toit est épais de 5 pouces (127 mm).

## Service
- Bataille des Dardanelles
- Bataille de Crète
- Raid de la rade d'Alexandrie
- Campagne de Birmanie